# (42487) Ångström
(42487) Angstrom  es un asteroide perteneciente al cinturón de asteroides, descubierto el 9 de septiembre de 1991 por Freimut Börngen y Lutz Dieter Schmadel desde el Observatorio Karl Schwarzschild, en Tautenburg, Alemania.

## Designación y nombre
Angstrom se designó inicialmente como 1991 RY2.
Más adelante fue nombrado en honor al físico sueco Anders Jonas Ångström (1814-1874).

## Características orbitales
Angstrom orbita a una distancia media del Sol de 2,4807 ua, pudiendo acercarse hasta 2,1444 ua y alejarse hasta 2,8169 ua. Tiene una excentricidad de 0,1355 y una inclinación orbital de 3,8424° grados. Emplea en completar una órbita alrededor del Sol 1427 días.

## Características físicas
Su magnitud absoluta es 15,1.